# Paramoti
Paramoti este un oraș în statul Ceará (CE) din Brazilia.